# Булган (сомон, Умнеговь)
Булган (монг.: Булган) — сомон аймаку Умнеговь, Монголія. Площа 7,5 тис. км², населення 2,5 тис. чол. Центр сомону селище Булган лежить за 685 км від Улан-Батора, за 95 км від міста Даланзадгад.

## Рельєф
Найвища точка — гора Дунд Чайхан хребта Гурман сайхан (2511 м). На півночі невеликі річки Булган, Нарин, Хадат Нуцген, Тугрик.

## Клімат
Клімат різко континентальний. Щорічні опади 130 мм, середня температура січня −18°С, середня температура липня +23°С.

## Природа
Водяться вовки, лисиці, козулі, рисі, корсаки, тхори.

## Соціальна сфера
Є школа, лікарня, культурний та торговельно-культурні центри.